# Диалог (фильм)
«Диалог» («Командировка в Бонн») — советский политический 3-серийный телефильм 1977 года режиссёра Сергея Колосова. Премьерный показ состоялся 8—10 августа 1978 года по Первой программе ЦТ.

## Сюжет
О совместной работе советского журналиста Ершова (Вячеслав Тихонов) и западногерманского режиссёра над документальным фильмом, посвященным разрядке международной напряженности в конце 70-х годов.

В трехсерийном телефильме «Диалог» Карташов работает в принципе коллажа. Заданный сценарием синтез игровых эпизодов, публицистического комментария, документальных интервью, репортажных съемок и архивных кинокадров

Режиссёр С. Колосов снял острый политический телефильм «Диалог» (1978), интересный, между прочим органичным вплетением в сюжет осуществленных специально для фильма документальных съемок общественных деятелей ФРГ.
В фильм включены кадры, где Владимир Михайлов, собкор газеты «Правда» в ФРГ, берёт интервью у следующих лиц:
- Виктор Афанасьев — главный редактор газеты «Правда», интервью в прологе 1-й серии
- Макс Грюн — писатель, интервью в прологе 2-й серии
- Генри Наннен — главный редактор «Штерн», интервью, (2-я серия)
- Герберт Мис — Председатель Германской коммунистической партии, интервью (2-я, 3-я серии)

## Реальная основа
Поводом для сюжета фильма стала командировка в ФРГ в 1967 году от «Литературной газеты» журналистов Виталия Сырокомского и Ирины Млечиной, по просьбе режиссёра фильма исполнители главных ролей Вячеслав Тихонов и Людмила Касаткина неоднократно встречались с «прототипами» для вживания в роли.

## В ролях

### В главных ролях
- Вячеслав Тихонов — Александр Александрович Ершов, журналист
- Людмила Касаткина — Анна Петровна Широкова, журналистка
- Иван Лапиков — Рудольф Васильевич Дементьев, корреспондент ТАСС в Бонне
- Хорст Дринда — Петер Крашке, немецкий режиссёр

### В остальных ролях
- Андрей Попов — немецкий писатель
- Владлен Давыдов — редактор журнала
- Михаил Погоржельский — глава концерна
- Георгий Сорокин — советский посол
- Родион Александров — немецкий посол
- Александр Александровский — Николай Евгеньевич, редактор
- Хайнц Браун
- Степан Бубнов
- Мария Виноградова — фрау Бухиле, гадалка
- Пётр Вишняков
- Юрий Волков
- Людмила Карауш — Ира, ассистентка Крашке
- Игорь Кашинцев
- Алексей Колосов — Алёша, сын Ершова, студент, музыкант
- Улдис Лиелдидж — Фриц
- Леонид Недович — Вальтер
- Элеонора Прохницкая
- Нелли Пшённая
- Юлия Цоглин — Лидия Алексеевна
- Владимир Колчин — советский журналист
- Валентин Печников — проводник

Закадровый текст читает Виктор Татарский.
В одной из сцен певица Жанна Рождественская исполняет песню «Земля наш дом» (А.Рыбников — П. Грушко